# Öffentliches Gebäude
Als öffentliches Gebäude (englisch public building) bezeichnet man Gebäude, die der Öffentlichkeit dienen.

## Allgemeines
Nach der Nutzung unterschied bereits Leon Battista Alberti bei Gebäuden öffentliche Gebäude, Profanbauten (Privatgebäude; Wohn- und Gewerbeimmobilien) und Sakralbauten. Der Grundeigentümer eines öffentlichen Gebäudes übt sein Hausrecht teilweise extensiv aus und gestattet jedermann, das Gebäude zu betreten. Durch Zutrittskontrollen behält er sich jedoch vor, selektiv bestimmte Personen vom Zutritt – schlimmstenfalls – durch Hausverbot auszuschließen. Bei allen nichtöffentlichen Gebäuden, insbesondere Wohngebäuden, besitzt der Eigentümer oder der jeweilige berechtigte Nutzer umgekehrt das Recht, den Zutritt jedermann zu verwehren (Eigentumsrecht; § 903 BGB).

## Öffentliche Gebäude in Vorschriften
Sehr abstrakt bei der Beschreibung öffentlicher Gebäude bleibt DIN 18040-1, die zu den öffentlich zugänglichen Gebäuden „insbesondere Einrichtungen des Kultur- und des Bildungswesens, Sport- und Freizeitstätten, Einrichtungen des Gesundheitswesens, Büro-, Verwaltungs- und Gerichtsgebäude, Verkaufs- und Gaststätten, Stellplätze, Garagen und Toilettenanlagen“ zählt. Auch die Musterbauordnung (MBO) bleibt bei ihrer Aufzählung der öffentlich zugänglichen Gebäude mit „Einrichtungen der Kultur und des Bildungswesens, Sport- und Freizeitstätten, Einrichtungen des Gesundheitswesens, Büro-, Verwaltungs- und Gerichtsgebäude, Verkaufs- und Gaststätten, Stellplätze, Garagen und Toilettenanlagen“ (§ 50 Abs. 2 MBO) ähnlich oberflächlich.
Konkreter wird dagegen § 2 Abs. 2 Nr. 5 EEWärmeG, wonach als öffentliche Gebäude gelten alle „Nicht-Wohngebäude der öffentlichen Hand, die für Aufgaben der Gesetzgebung, der vollziehenden Gewalt, Rechtspflege oder als öffentliche Einrichtung genutzt werden. Ausgenommen sind Gebäude von öffentlichen Unternehmen, wenn sie Dienstleistungen im freien Wettbewerb mit privaten Unternehmen erbringen, insbesondere öffentliche Unternehmen zur Abgabe von Speisen und Getränken, zur Produktion, zur Lagerung und zum Vertrieb von Gütern, Unternehmen der Land- und Forstwirtschaft oder des Gartenbaus sowie Unternehmen zur Versorgung mit Energie oder Wasser. Auch Gebäude der Bundeswehr, die der Lagerung von militärischen oder zivilen Gütern dienen, sind ausgenommen. Gemischt genutzte Gebäude sind öffentliche Gebäude, wenn sie überwiegend für Aufgaben oder Einrichtungen nach dieser Maßgabe genutzt werden“.
In § 2 Nr. 3 EnSiKuMaV werden öffentliche Gebäude als Gebäude definiert, die in Eigentum oder Nutzung einer juristischen Person des öffentlichen Rechts stehen oder in Eigentum oder Nutzung einer juristischen Person des privaten Rechts, die Aufgaben der Daseinsvorsorge wahrnimmt und einer Gebietskörperschaft gehört.

## Arten
Je nach Nutzungszweck unterscheidet man insbesondere:
- Gesellschaftliches Leben: Kindertagesstätten, Schulen, Rathäuser, öffentliche Verwaltungsgebäude, Parlamente, Dienstgebäude, Regierungsgebäude;
- Gesundheit und Fürsorge: Krankenhäuser, Kinderheime, Pflegeheime, Altenheime, Strafvollzugsanstalten;
- Kultur: Veranstaltungsgebäude, Bibliotheken, Museen, Konzerthäuser, Opernhäuser, Theater;
- Verkehr: Parkhäuser, Bahnhöfe, Flughäfen, Häfen;
- Wirtschaft und Freizeit: Messehallen, Markthallen, Sporthallen, Schwimmbäder, Stadien, Hotels;
- Religion: Kirchen, Friedhöfe, Tempel.

Bei diesen Arten kann es einen durch den Hausherrn beschränkbaren Zutritt durch Zutrittssteuerung geben.